# Czernidłak orzechowy
Czernidłak orzechowy (Coprinus fuscescens (Schaeff.) Fr.) – gatunek grzybów należący do rodziny pieczarkowatych (Agaricaceae).

## Systematyka i nazewnictwo
Pozycja w klasyfikacji według Index Fungorum: Coprinus, Agaricaceae, Agaricales, Agaricomycetidae, Agaricomycetes, Agaricomycotina, Basidiomycota, Fungi.
Po raz pierwszy opisał go w 1774 r. Jacob Christian Schäffer, nadając mu nazwę Agaricus fuscescens. W 1838 r. Elias Fries przeniósł go do rodzaju Coprinus. Według Index Fungorum jest to takson niepewny. Nazwę polską podał w 1898 r. Stanisław Chełchowski.

## Występowanie i siedlisko
Podano nieliczne stanowiska w Europie. W Polsce do 2003 r. podano 7 stanowisk, wszystkie przed 1900 r. Według Władysława Wojewody jest to takson w Polsce niepewny, prawdopodobnie błędnie oznaczony.
Grzyb saprotroficzny występujący w lasach i ogrodach na próchniejących resztkach drzewnych.